# Astrate
Astrate är ett svenskt bokförlag som startade sin verksamhet 1992 med att ge ut storstadsromanen Tinto, Sveriges första reklamfinansierade roman med annonser från bland annat Spendrups och Camel.
Boken distribuerades via Nöjesguiden och deras tidningsställ runt om i Stockholm. Tinto skapade stort rabalder i kulturvärlden, inte minst då den var såväl reklamfinansierad som skriven under pseudonym: Leon Berman. Många sökte gissa författarens riktiga namn, likt Bo Baldersson, men hittills har ingen lyckats komma på vem upphovsmannen till Tinto verkligen är.
I slutet av 1990-talet uppnådde Tinto kultstatus och var svår att få tag på i Stockholms många antikvariat.
Astrate fortsatte att ge ut böcker som väckte uppmärksamhet under 1990-talet och var också inblandade i utgivningen av tidningen Ny Litteratur! som utkom mellan 1994 och 1997. Även Ny Litteratur! fick mycket kritik då böcker betygsattes, på en skala från en till fem böcker, som skivor alltid gjort - men det var vid denna tidpunkt något nytt för skrivna verk.
Under 2000-talet har aktiviteten var låg för Astrate och den sista större satsningen var boken 200 om 2000, en poesiantologi där 200 svenskar skriver om millennieskiftet. En av de senaste utgivna titlarna är Skriv, skriv skriv! : 2004 : om att skriva : 7 författarintervjuer från 2003.
En ny titel utgavs 2009 - Ligan På Koh Lanta - en barn- och ungdomsbok som utspelare sig på Koh Lanta i provinsen Krabi på Thailands västkust. Boken, skriven av Christer Pettersson och illustrerad av Ann Ahlbom, utkom i april 2009, direkt i storpocket. Ligan På Koh Lanta finns även att ladda ned kostnadsfritt på Scribd.
Utöver denna nya titel ägnar sig Astrate mest åt webben och driver ett antal webbplatser som Datadrivet.se och Bröllopsdagar.se.
Från 2024 har utgivningen återupptagits under nytt namn: Spjut Förlag och den första nya titeln kom ut 28 februari 2024 (E-handel för alla: för dig som ska starta eller vill utveckla din e-handel, ISBN 9789198910605). Förlagets inriktning är som tidigare böcker om skrivande, översatt skönlitteratur från Norden och Frankrike, samt ny facklitteratur.